# Бенгтссон, Гундер
Гундер Бенгтссон (2 февраля 1946, Турсбю, Вермланд — 2 августа 2019) — шведский футбольный тренер.

## Карьера
Бенгтссон начал свою карьеру в качестве ассистента тренера в Свена-Ёрана Эрикссона в «Гётеборге». В 1982 году после того, как Эрикссон выиграл Кубок УЕФА сезона 1981—82 и покинул клуб ради «Бенфики», Бенгтссон стал главным тренером на несколько месяцев. После этого он отправился в норвежский клуб «Волеренга», с которыми стал чемпионом Норвегии в 1983 и 1984 годах.
Через некоторое время после вступления в должность тренера португальского клуба «Насьонал» он был уволен и ненадолго вернулся в «Волеренгу», а позже снова стал главным тренером «Гётеборга», где проработал с 1985 по 1987 год. В его последний год у руля «Гётеборг» вновь выиграл Кубок УЕФА сезона 1986/87. После этого Бенгтссон покинул клуб ради «Панатинаикоса», где работал в течение сезона 1988—1989.
В декабре 1989 года он был назначен главным тренером «Фейеноорда», по совместительству с Пимом Вербееком. «Фейеноорд» неудачно начал сезон и оказался в нижней части турнирной таблицы. Упрямый Бенгтссон не произвёл никакого впечатления в Роттердаме. Он пытался построить команду на тонкой системе и бесконечных тренировках, но не смог. В том же году «Фейеноорд» финишировал одиннадцатым. В его втором сезоне в «Фейеноорде» результаты вновь были неутешительными. В марте 1991 года оба тренера были уволены и заменены Вимом Янсеном.
После своего пребывания в «Фейеноорде» Бенгтссон в 1992 году стал тренером «Эргрюте». В 1996 году он стал тренером ПАОК, а в следующем году — «Аполлона».
В 2001 году Бенгтссон стал тренером норвежского «Мольде». После своего назначения он заявил журналистам, что «Молде» станет лучшим клубом в Норвегии в 2005 году. В мае 2003 года он был уволен после неудачного начала сезона. После этого он  ушёл из профессионального футбола.